# The Lambda Variant
The Lambda Variant is het vijfde muziekalbum van Michael Daniel, hier nog werkend onder de naam Hashtronaut, de maker van de muziek hield destijds van een joint op zijn tijd. Het album bevat twee tracks, de eerste track is opgenomen in de eigen studio; de tweede is opgenomen tijdens een concert (datum en plaats ontbreken). Track 1 klinkt daardoor gepolijster dan track 2. Hij speelt op het album elektronische muziek uit de Berlijnse School. De meeste bands neigen dan qua muziek naar Tangerine Dream, Daniel neigt naar Klaus Schulze. Ook de opbouw van het album zelf met zijn twee bijna even lange tracks op. Track 1 heeft nog iets ambients over zich, doch deel 2 is een  improvisatie op een ritmesequence, met spacerockinvloeden.

## Musici
- Michael Daniel – alle instrumenten, computers

## Tracklist
| Nr. | Titel                                          | Duur  |
| --- | ---------------------------------------------- | ----- |
| 1.  | The Lambda Variant (studiotrack)               | 26:45 |
| 2.  | Church of the Lambda/Lambda Ritual (livetrack) | 24:40 |

Het album is alleen nog verkrijgbaar als cd-r of als download.